# Arturo Marzano (1947)
Arturo Marzano (Pozzuoli, 21 febbraio 1947) è un politico italiano.

## Biografia
Nato a Pozzuoli il 21 febbraio 1947, di professione insegnante, dal 1968 al 1993 è stato consigliere comunale del Partito Comunista Italiano nel paese natale, dove è stato anche vicesindaco. È stato deputato  nella VII legislatura, dal 5 luglio 1976 al 19 giugno 1979.